# 聯建科技
聯建（中國）科技有限公司是台灣勝華科技旗下公司，成立於1999年，主要業務是生產觸控電板、導光板及液晶顯示器，廠房設於蘇州工業園。
聯建科技是蘋果電腦供應商之一，聯建科技生產的iPhone觸碰式屏幕被揭發要要求員工要在密封的環境中，以政府禁用的正己烷代替酒精清潔屏幕 ，導致大批員工神經性中毒。有關事件導致數千名員工發動罷工抗議，引起騷動。
2011年，有組織到聯建科技調查發現，聯建科技雖己改用有機溶劑丙酮及異丙醇，惟工人只獲分配紙質口罩。而亦有中毒工人投訴得公司拖延不予治療。